# Soboro-ppang

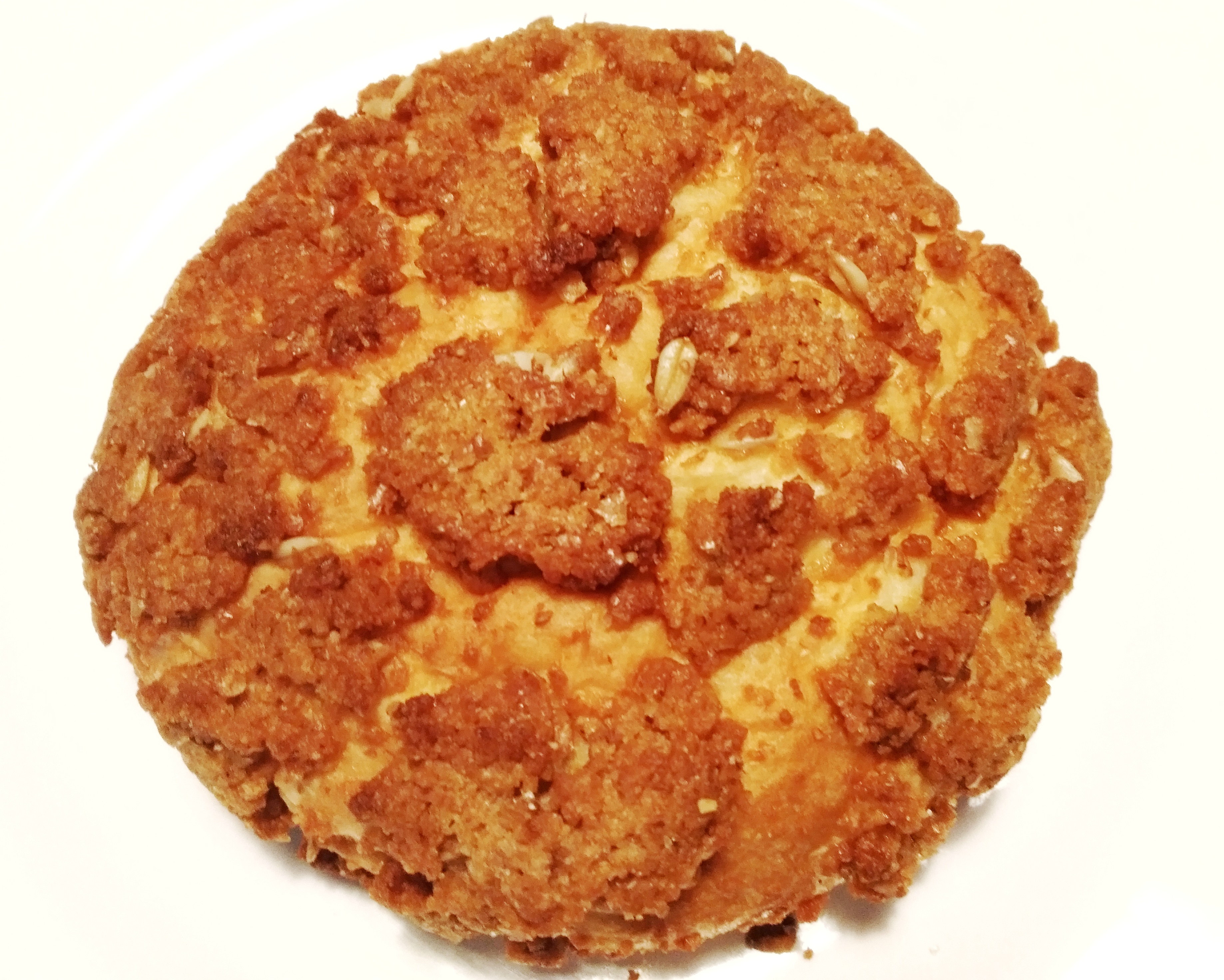
Soboro-ppang.

Le soboro-ppang (소보로빵) ou gombo-ppang (곰보빵) est un petit pain sucré coréen avec une croûte rappelant le streusel.